# Sanja
Sanja (in alfabeto cirillico: Сања) è un nome proprio di persona sloveno, croato e serbo femminile.

## Varianti
- Croato
  - Alterati: Sanjica[1][2]
  - Maschili: Sanjin[1]

## Origine e diffusione
Riprende il termine slavo meridionale sanjati, che vuol dire "sogno", "immaginazione"; è quindi analogo per significato al nome irlandese Aisling.

## Onomastico
Il nome è adespota, non essendo portato da alcuna santa; l'onomastico si può eventualmente festeggiare il 1º novembre, giorno di Ognissanti.

## Persone
- Sanja Bursać, pallavolista serba
- Sanja Jovanović, nuotatrice croata

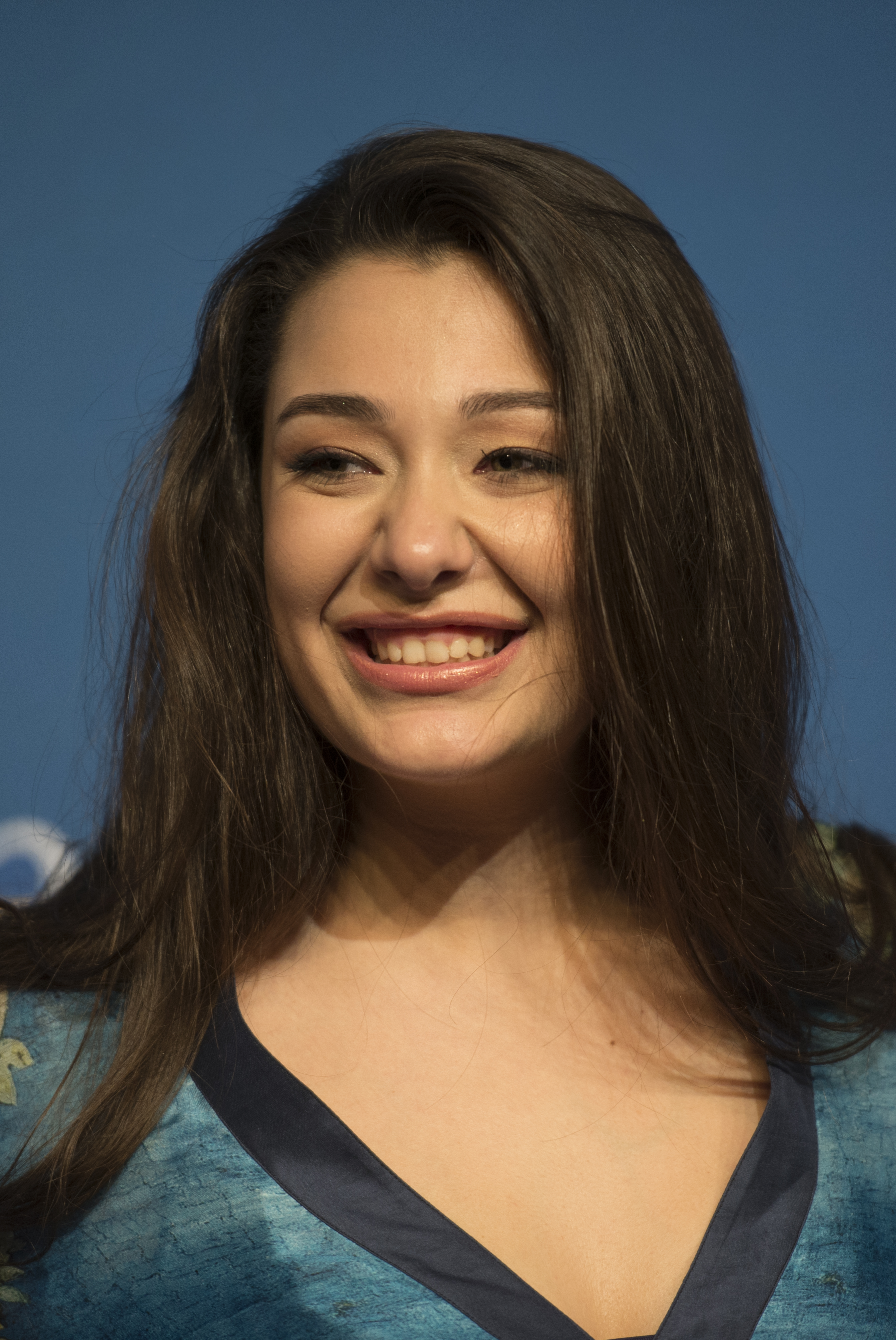
Sanja Vučić

- Sanja Malagurski, pallavolista serba
- Sanja Popović, pallavolista croata
- Sanja Starović, pallavolista bosniaca naturalizzata serba
- Sanja Tomašević, pallavolista e allenatrice di pallavolo serba
- Sanja Vučić, cantante serba

### Variante maschile Sanjin
- Sanjin Prcić, calciatore francese naturalizzato bosniaco